# Kolej Carskosielska
Kolej Carskosielska (ros. Царскосельская железная дорога – Carskosielskaja żeleznaja doroga) – historyczna linia kolejowa w Rosji, zbudowana w 1836 roku, istniejąca jako samodzielna linia do 1897 roku.

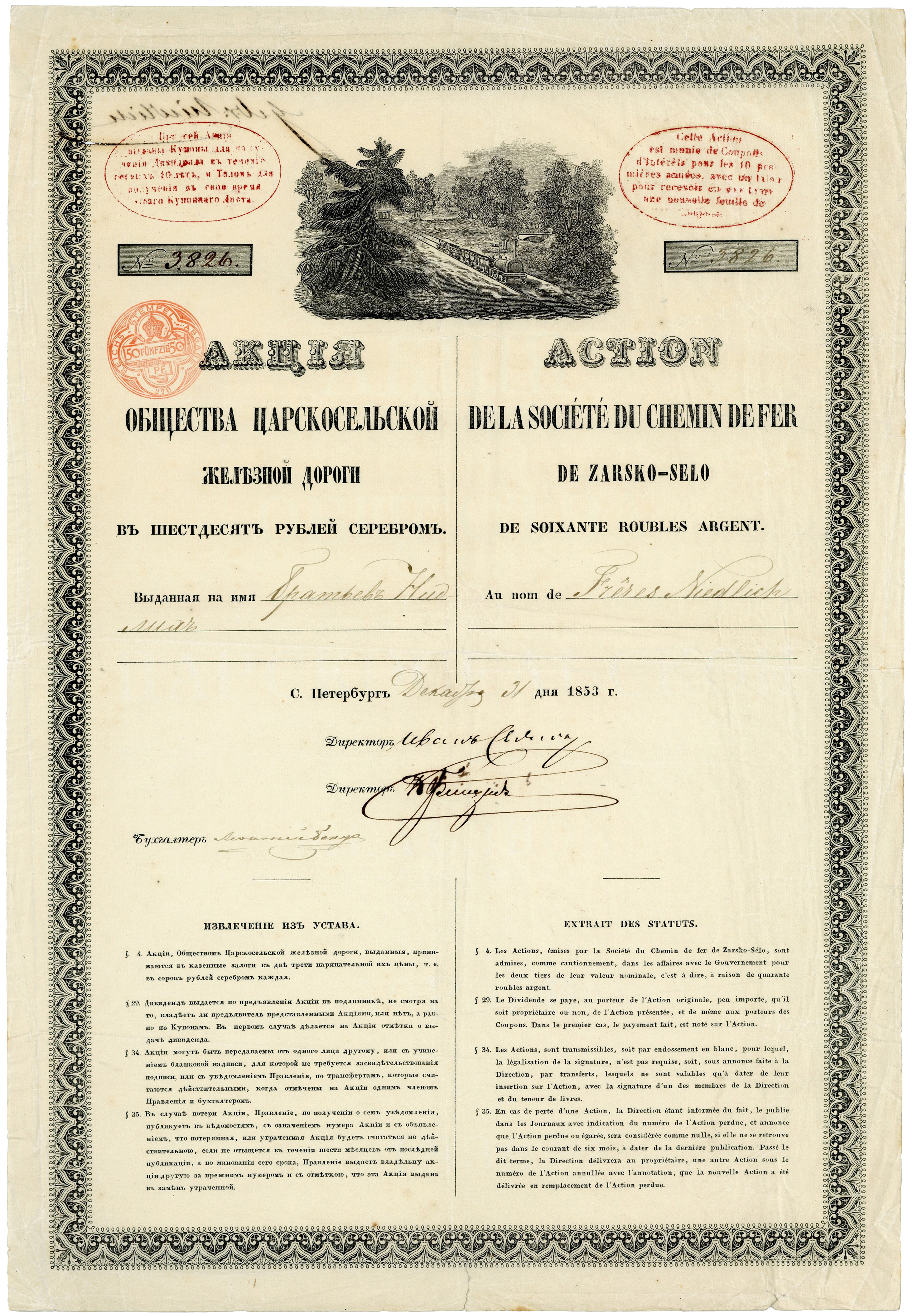
Akcja Kolej Carskosielskiej, wyemitowana w Petersburgu 31 grudnia 1853 r. na podstawie zatwierdzonej przez cara zmiany statutu spółki w 1852 roku, na mocy której kapitał zakładowy został obniżony z 3,5 mln rubli do 1,05 mln rubli, podzielony na 17 500 akcji po 60 rubli każda

## Historia
Kolej Carskosielska była pierwszą linią kolejową na terenie Cesarstwa Rosyjskiego, o charakterze częściowo doświadczalnym, łącząca Petersburg (Dworzec Witebski) z rezydencją carską. Długość wynosiła jedynie 27 km: 23 km odcinek Petersburg – Carskie Sioło i 4 km odcinek Carskie Sioło – Pawłowsk. Konstrukcję zlecono austriackiemu inżynierowi (Czechowi) Franzowi Gerstnerowi. Podczas podróży zapoznawczej po Niemczech, Belgii i Wielkiej Brytanii Gerstner wybrał jako najbardziej odpowiedni szeroki rozstaw toru 1829 mm (6 stóp), zamiast zyskującego popularność typowego rozstawu 1435 mm oraz zamówił 7 parowozów i wagony, a także szyny dla kolei. Kolej była budowana i eksploatowana przez Spółkę Akcyjną Kolei Carskosielskiej, której wspólnikiem był m.in. Gerstner.
Pierwsze próby ciągnięcia wagonów trakcją konną miały miejsce 27 września 1836. 6 listopada 1836 na części trasy testowano pierwszy dostarczony parowóz brytyjskich zakładów Timothy’ego Hackwortha. 29 listopada parowóz na trasie Pawłowsk – Carskie Sioło – wieś Kuzmino (7 wiorst) pociągnął pociąg z 256 pasażerami. Dalsze próby i pokazowe jazdy na trasie do Kuzmina kontynuowane były w 1837 roku. 8 lutego 1837 po raz pierwszy pojawiła się w kontekście lokomotyw parowych na tej trasie rosyjska nazwa parowoz, zaadaptowana także w języku polskim jako „parowóz”. Uroczyste otwarcie całej linii miało miejsce 30 października 1837. Parowóz „Prowornyj” konstrukcji zakładów Stephensona był z tej okazji kierowany przez inż. Gerstnera, a pociąg pokonał trasę z Petersburga do Carskiego Sioła w 35 minut, a z powrotem w 27 minut. Mimo to, początkowo kolej jeździła głównie w dni świąteczne, a do 4 kwietnia 1838 wykorzystywano też trakcję konną. Podczas pierwszych lat kolej przewoziła ok. 600 tysięcy pasażerów rocznie, w 1898 roku – 1,6 miliona pasażerów. Z uwagi na swój charakter, nie miała jednak większego znaczenia ekonomicznego, lecz miała pewne znaczenie doświadczalne, dla dalszego rozwoju kolei w Rosji.
Pierwsze siedem parowozów dostarczono w latach 1836–1837, z tego sześć z Wielkiej Brytanii (1 produkcji Hackwortha, 2 – Stephensona, 1 – Vulcana, 1 – Hawthorna) i jeden z Belgii (Cockerill). Do 1897 roku zakupiono łącznie 34 parowozy, także w niemieckich zakładach Borsig i rosyjskich zakładach Leichtenbergskich. Głównym dostawcą był Cockerill – ogółem 20 parowozów.
W 1897 roku Kolej Carskosielska weszła w skład Kolei Moskiewsko-Windawsko-Rybińskiej (Московско-Виндаво-Рыбинскaя железная дорога, Moskwa – Windawa – Rybińsk), jako fragment odcinka Petersburg – Witebsk (według innego źródła, w 1899 r.). W 1902 jej tor został zwężony do standardowego rosyjskiego szerokiego rozstawu 1524 mm. Obecnie wchodzi w skład linii Oktiabrskiej.